# Консейсан, Франсишку
Франси́шку Ферна́ндеш да Консейса́н (порт. Francisco Fernandes da Conceição), также известный как Шику Консейсан (порт. Chico Conceição, португальское произношение: [fɾɐ̃ˈsiʃku kõsɐjˈsɐ̃w̃]; род. 14 декабря 2002, Коимбра) — португальский футболист, нападающий итальянского клуба «Ювентус» и сборной Португалии. Участник чемпионата Европы 2024.

## Биография
Сын португальского футболиста и футбольного тренера Сержиу Консейсана.
Уроженец Коимбры, Консейсан начал футбольную карьеру в молодёжной команде лиссабонского «Спортинга» в возрасте восьми лет. Проведя шесть лет в академии «Спортинга», в 2017 году перешёл в «Падроэнсе». Год спустя стал игроком футбольной академии «Порту». В августе 2020 года подписал свой первый профессиональный контракт с «Порту». 13 февраля 2021 года дебютировал в основном составе "Порту, выйдя на замену в матче португальской Примейра-лиги против «Боавишты». Четыре дня спустя, 18 февраля 2021 года, дебютировал в Лиге чемпионов УЕФА, выйдя на замену в матче 1/8 финала против «Ювентуса» и стал вторым самым молодым игроком «Порту» в Лиге чемпионов после Рубена Невиша.
21 июля 2022 года перешёл в амстердамский «Аякс», подписав с клубом пятилетний контракт.
27 августа 2024 года туринский «Ювентус» объявил о переходе португальца в рамках аренды до конца сезона 24/25. Сумма трансфера составила 3 миллиона €. Также сообщилось, что аренда не включает в себя опцию обязательного права выкупа.

## Карьера в сборной
Выступал за сборные Португалии до 16, до 17, до 18 лет и до 21 года.
26 марта 2024 года дебютировал за главную сборную Португалии в матче против сборной Словении.
18 июня 2024 года на чемпионате Европы забил свой первый гол за сборную на 92-й минуте, принеся победу над сборной Чехии.

## Достижения
«Порту»
- Чемпион Португалии: 2021/22
- Обладатель Кубка Португалии (2): 2021/22, 2023/24

Сборная Португалии
- Победитель Лиги наций УЕФА: 2024/25

## Статистика выступлений
Данные приведены по состоянию на 25 мая 2025 года
| Клуб             | Сезон            | Лига | Лига | Кубок | Кубок | Европейские кубки | Европейские кубки | Итого | Итого |
| Клуб             | Сезон            | Игры | Голы | Игры  | Голы  | Игры              | Голы              | Игры  | Голы  |
| ---------------- | ---------------- | ---- | ---- | ----- | ----- | ----------------- | ----------------- | ----- | ----- |
| Порту B          | 2020/21          | 20   | 4    | —     | —     | —                 | —                 | 20    | 4     |
| Порту B          | Итого            | 20   | 4    | —     | —     | —                 | —                 | 20    | 4     |
| Порту            | 2020/21          | 14   | 0    | 1     | 0     | 2                 | 0                 | 17    | 0     |
| Порту            | 2021/22          | 25   | 2    | 5     | 1     | 3                 | 0                 | 33    | 3     |
| Порту            | Итого            | 39   | 2    | 6     | 1     | 5                 | 0                 | 50    | 3     |
| Йонг Аякс        | 2022/23          | 7    | 5    | —     | —     | —                 | —                 | 7     | 5     |
| Йонг Аякс        | Итого            | 7    | 5    | —     | —     | —                 | —                 | 7     | 5     |
| Аякс             | 2022/23          | 19   | 0    | 5     | 0     | 4                 | 1                 | 28    | 1     |
| Аякс             | Итого            | 19   | 0    | 5     | 0     | 4                 | 1                 | 28    | 1     |
| → Порту          | 2023/24          | 27   | 5    | 8     | 2     | 8                 | 1                 | 43    | 8     |
| → Порту          | Итого            | 27   | 5    | 8     | 2     | 8                 | 1                 | 43    | 8     |
| → Ювентус        | 2024/25          | 26   | 3    | 2     | 1     | 9                 | 1                 | 37    | 5     |
| → Ювентус        | Итого            | 26   | 3    | 2     | 1     | 9                 | 1                 | 37    | 5     |
| Всего за карьеру | Всего за карьеру | 138  | 19   | 21    | 4     | 26                | 3                 | 185   | 25    |